# 김시민 전공비
김시민 전공비(金時敏 戰功碑)는 대한민국 경상남도 진주시, 진주성에 있는 조선시대의 김시민장군 전공비이다.
1972년 2월 12일 경상남도의 유형문화재 제1호 김시민장군전공비로 지정되었다가, 2018년 12월 20일 현재의 명칭으로 변경되었다.

## 개요
김시민 장군의 전공을 기록해 놓은 비로, 일명 ‘진주전성각적비(晉州全城却敵碑)’라고도 불리며, 현재 진주성내에 비각을 마련하여 모시고 있다.
김시민(1554∼1592) 장군은 조선 중기의 무신으로, 임진왜란 당시 진주목사로 있으면서 임진왜란의 3대첩 중 하나인 진주성 싸움을 승리로 이끌었다. 비문에는 1천명도 안되는 병력으로 10만의 군대를 물리쳤다고 하나, 다른 기록에는 3,800여명의 병력이 왜군 2만여명을 맞아 치열한 전투 끝에 물리치고 진주성을 지킨 것으로 되어 있다. 영남에서 호남으로 나아가는데 중요한 길목이 되던 이곳을 지킴으로써 왜적의 호남진출을 막아내어, 불리했던 당시의 상황을 뒤집고 다시 전열을 가다듬는 계기를 마련하기도 하였다.
비는 받침대 위로 비몸을 세운 간결한 구조로, 조선시대 석비의 일반적인 모습이다. 광해군 11년(1619) 7월에 비를 세웠으며, 성여신이 비문을 짓고, 한몽인이 글씨를 썼다. 1987년에는 당시 전투에서 숨진 이들의 혼을 위로해주기 위해, 비의 뒷편에 ‘임진대첩계사순의단(壬辰大捷癸巳殉義壇)’을 건립해 놓았다.

## 같이 보기
- 진주성

## 참고 자료
- 김시민 전공비 - 국가유산청 국가유산포털